# 한균태
한균태(韓均泰, 1955년 4월 9일 ~ )는 대한민국의 교수이자 언론정보학자이며 전 경희대학교 총장이다.

## 학력
- 1974년: 중앙고등학교
- 1979년: 경희대학교 신문방송학 학사
- 1983년: 유타 주립 대학교 대학원 언론학 석사
- 1987년: 텍사스 대학교 오스틴 대학원 언론학 박사

## 주요 경력
- 1978년~1980년: 현대경제일보 기자
- 1992년~1997년: 경희대학교 신문방송학과 부교수
- 1993년~1994년: 한국언론학회 이사
- 1994년~1995년: 경희대학교 신문방송학과 학과장
- 1997년: 경희대학교 언론정보학과 교수
- 2000년~2002년: 경희대학교 언론정보학부 학부장
- 2003년~2006년: 경희대학교 언론정보대학원 원장
- 2006년~2007년: 제33대 한국언론학회 회장
- 2008년~2009년: 신문발전위원회 부위원장
- 2008년~2014년: 언론중재위원회 중재위원
- 2009년~2014년: 경희대학교 정경대학 학장
- 2014년~2016년: 언론진흥재단 공익자금관리위원
- 2014년~2018년: 경희대학교 서울캠퍼스 부총장, 대외협력부총장
- 2015년~2018년: 방송문화진흥회 감사
- 2020년 2월~2024년 2월: 제16대 경희대학교 총장[1][2]
- 2020년~2023년: 한국대학스포츠협의회 이사
- 2025년~2025년: 방송통신심의위원회 제21대 대통령 선거 선거방송심의위원회 위원

## 주요 저서
- 이광재; 이경자; 한균태 (2006년). 《현대사회와 언론》. 커뮤니케이션북스. ISBN 9788984996571.
- 한균태; 홍원식; 이인희; 반현; 강태영; 이기형; 김도연; 송기인; 차동필; 전범수; 민영; 마정미; 이효성; 김기태 (2008년). 《현대 사회와 미디어》. 커뮤니케이션북스. ISBN 9788984996502.
- 한균태; 홍원식; 이인희; 반현; 강태영; 마정미 (2011년). 《현대 사회와 미디어》. 커뮤니케이션북스. ISBN 9788964061305.
- 이인희; 한균태; 홍원식; 이종혁; 채영길 (2014년). 《현대 사회와 미디어》. 커뮤니케이션북스. ISBN 9791130400495.
- 한균태; 홍원식; 이인희; 이종혁; 채영길; 이기형; 이두황; 이훈; 이정교; 박종민; 이상원; 정낙원 (2018년). 《현대 사회와 미디어》. 커뮤니케이션북스. ISBN 9791128811302.

## 논문
- 대선보도와 여론조사: 여론조사 공표 금지조항 개정을 중심으로(정치커뮤니케이션연구, 2009년)
- 한국신문의 공정성에 대한 고찰: 미디어관련법 개정 보도에 대한 프레임분석을 중심으로(사회과학연구, 2010년)
- “Factors Influencing the Agenda-Setting Effects of Newspaper on Their Subscribers”(미디어 경제와 문화, 2014년)